# Miami Magma
Miami Magma è un film del 2011 diretto da Todor Chapkanov, conosciuto anche con i titoli World on Fire e Swamp Volcano.
È un film di fantascienza statunitense a sfondo catastrofico con Rachel Hunter, Melissa Ordway e Cleavant Derricks. È incentrato sulle vicende di una vulcanologa che cerca di fermare una trivellazione petrolifera la quale potrebbe risvegliare un supervulcano nella città di Miami.

## Produzione
Il film, diretto da Todor Chapkanov su una sceneggiatura di Declan O'Brien, fu prodotto da Kenneth M. Badish e Griff Furst e Daniel Lewis e Eric Miller per la Bullet Films e girato a Lafayette in Louisiana.

## Distribuzione
Il film fu distribuito negli Stati Uniti dal 1º dicembre 2011 dalla Active Entertainment per l'home video. Fu poi trasmesso con il titolo Swamp Volcano sul canale televisivo Syfy il 28 gennaio 2012.
Alcune delle uscite internazionali sono state:
- nei Paesi Bassi il 20 marzo 2012 (in DVD)
- in Belgio il 3 maggio 2012 (in TV)
- nei Paesi Bassi il 3 maggio 2012 (in DVD e in TV)
- in India nel 2011 (distribuito dalla Tanweer Films)